# Delta2 Tauri
Título a ser usado para criar uma ligação interna é Delta2 Tauri.
Delta2 Tauri (64 Tauri) é uma estrela na direção da constelação de Taurus. Possui uma ascensão reta de 04h 24m 05.69s e uma declinação de +17° 26′ 39.2″. Sua magnitude aparente é igual a 4.80. Considerando sua distância de 146 anos-luz em relação à Terra, sua magnitude absoluta é igual a 1.55. Pertence à classe espectral A7V. É membro do aglomerado aberto Híades.